# Gilnockie Park
Gilnockie Park är en park i Kanada.   Den ligger i provinsen British Columbia, i den södra delen av landet, 3 000 km väster om huvudstaden Ottawa. Gilnockie Park ligger 1 149 meter över havet.
Terrängen runt Gilnockie Park är huvudsakligen kuperad. Gilnockie Park ligger nere i en dal. Trakten runt Gilnockie Park är nära nog obefolkad, med mindre än två invånare per kvadratkilometer.. Det finns inga samhällen i närheten.
I omgivningarna runt Gilnockie Park växer i huvudsak barrskog.